# Famille Lawton
La famille Lawton figure parmi les familles emblématiques de la ville de Bordeaux, courtiers en vins d'origine irlandaise et de confession protestante.

## Filiation
Si l'origine de la famille se trouve en Angleterre au XVe siècle siècle puis en Irlande, la filiation française est connue de manière précise à partir de 1739 et l'arrivée d'Abraham à Bordeaux.[réf. nécessaire]

## Personnalités
- Abraham Lawton (1716-1776) premier membre arrivé à Bordeaux en 1739, il a alors 23 ans et s'installe en tant que négociant en vins puis courtier[1]. Sur demande de son ami Thomas Jefferson alors ambassadeur des États-Unis en France, il entame les premiers travaux de classement des vins du Médoc en fonction de leur qualité, notoriété, et prix.
- Guillaume Lawton (1759-1835) reprenant les travaux de son père et sur demande de Napoléon III à l'occasion de l'exposition universelle de Paris en 1855, il participe à la Classification officielle des vins de Bordeaux de 1855[2] par la Chambre de commerce de Bordeaux grâce aux notes qu'il consigne dès 1815 sur son fameux carnet.
- Jean-Édouard Lawton (1791-1863) élu député de la Gironde (Lesparre), reprend l'affaire familiale et s'associe avec la famille Tastet pour créer le bureau de courtage Tastet & Lawton.
- Daniel Lawton (1881-1979) dit "Daniel-père". Amateur de chasse à la bécassine et grand sportif, il fut sélectionné en tennis aux Jeux Olympiques d'Anvers en 1920 et Champion de France du jeu de Paume en 1924. Il fut président du club de tennis de la villa Primrose durant 38 ans, créé par son père Edward en 1897.
- Daniel Lawton (1930-2015) dit "Oncle-Daniel". Il appris le métier du courtage en vins de son père, et consigne dans un carnet[3] chaque donnée climatologie influant sur la qualité des millésimes durant près d'un demi-siècle. Il occupa à la mairie de Bordeaux le poste d’adjoint à la jeunesse et aux sports entre 1974 et 1995 sous son ami Jacques Chaban-Delmas.

## Postérité

### Quai des Chartrons
Abraham installe son affaire de courtage en vins à Bordeaux dès 1740 pour commercer avec l'Irlande, son fils Guillaume s'installera quelques années plus tard au 60 quai des Chartrons, encore aujourd'hui le siège de l'affaire familiale.

### Quai Lawton
Après la refonte du quartier, la ville de Bordeaux rebaptise le quai Lawton qui longe les bassins à flots, en face de la Cité du vin